# ویکتور فیلیپس
ویکتور فیلیپس (انگلیسی: Victor Philips؛ زادهٔ ۱ سپتامبر ۱۹۵۰) بازیکن هاکی روی چمن است.